# 新店九丁榕
24°54′02″N 121°32′01″E / 24.900545°N 121.533616°E
新店九丁榕，是位於臺灣新北市新店區廣興里的九丁榕，被當地人視為神樹，信徒並將樹底下的陰廟改成樹公廟來祭祀。

## 九丁榕
1994年，台北縣政府計畫為縣內老樹出版關於歷史源流與掌故傳說的專書。當時報導新店市平廣路有一棵據說已有千年的九丁榕。根據縣府農業局的資料，樹高25公尺、樹胸徑有2公尺、樹形是傘形，推測樹齡在千年以上。
台北縣政府在2010年12月8日到20日，從該縣列管樹齡至少200年的珍貴老樹中，選出10棵具地方歷史文化意義、或樹型、樹齡特殊的老樹，供該縣民網路票選3棵代表福祿壽之一。有效票共1090票，此九丁榕以216票當選「福」樹、五股鄉凌雲路茄苳獲158票當選「祿」樹、石門鄉山溪村雀榕以200票當選「壽」樹。
後來，新北市政府民政局為推廣在地特色，選出10大「新北之最」作為臉書打卡熱點，該九丁榕也中選，除架設實體地標柱，還在上面標注「新北最老榕樹-新店九丁榕」。2017年6月，市府景觀處集行政院農業委員會林業試驗所吳孟玲主任秘書及邱志明組長鑑定此樹樹齡，林初估量測該榕樹胸徑約200公分，推估樹齡約為數百年。

## 樹公廟
過去此樹下有一座砌石塊堆疊成簡陋的陰廟，該地的錦興園餐廳老闆許銘發說在他兒時還能見到一堆白骨。陰廟改成樹公廟前，原有外來人士欲引進其他神明進駐，發生爭執，最後外來者撤退。據居民柳春成回憶，樹公廟是1978年建立，1983年開始供奉兩尊樹公和一尊樹婆。當地廣興里長吳進興解說，信徒認為老樹顯現治病神蹟，遂將陰廟改名為「樹醫公廟」，後一位七旬、外地的的老婦參拜過九丁榕樹後，腳疾逐漸痊癒，遂為此修廟並更名為「樹公廟」。也有新聞報導是當地居民侯陳彩燕為感謝治好腳病，遂蓋廟供奉。該侯姓民眾為還願而買下老樹周圍土地，整修廟外，又將原先的枯骨移置三峽一處廟宇。
樹公廟的信徒在中華民國總統李登輝主政時期，還請李登輝贈匾。此外樹公廟兩旁還刻印有一副對聯，「大樹顯神威萬眾常沾福庇」、「公居垂聖澤全民永獲康寧」，象徵大樹公讓民眾獲益。
每年農曆三月十四日舉行祭祀。過年、端午和中秋3大節日，都有外地民眾來此參拜大樹公。

## 傳說
吳進興表示因相傳有許多人頭或屍體埋在此樹根附近，所以發生許多靈異現象。許銘發則道清朝時採樟腦工人曾在此樹前搭建工寮，但被原住民出草襲殺，骨骸被棄置在這棵老樹下。該地的錦龍土雞城老闆亦有聽聞此說，但解釋這棵老樹雖有靈性，不過他們很少聽說有些什麼傳奇故事，就算有也大多是後來的建廟者所傳。
吳進興認為樹對面的別墅住戶入夜後經常遇靈異現象，如有一位南臺灣的民眾不信邪，來此租地養鴨並居住，不久就見到夜半有女鬼帶著小孩要食物，讓這附近住戶嚇得全部搬走，別墅遂荒廢。對此，新店區公所觀光課長陳麗卿反應，靈異鄉野傳說聽聽即可，她說此地有數十家土雞城，也是臺灣北部的知名賞鳥勝地，推薦遊客來此賞鳥兼用餐。